# Attenborough-hangyászsün
Az Attenborough-hangyászsün (Zaglossus attenboroughi) a kloákások (Monotremata) rendjébe és a hangyászsünfélék (Tachyglossidae) családjába tartozó Zaglossus nem egy faja.
A hangyászsünt  Sir David Attenborough brit természettudósról nevezték el.
A faj egyetlen egyed alapján ismert, melyet 1961-ben fedeztek fel, Új-Guinea szigetén. A sziget azon részén ami jelenleg Irian Jaya néven Indonézia egyik tartománya. Ezen egyetlen egyeden kívül bizonyítottan azóta sem látták a fajt. Tudományos leírásával sokáig vártak, hogy újabb egyedek kerüljenek elő, de mikor ez elmaradt, 1998-ban Flannery és Groves ausztrál zoológusok leírták a fajt.

## Megjelenése
Testhossza 45-90 centiméter, testtömege 5-10 kilogramm. Méreteit tekintve ez a legkisebb faj a Zaglossus nemből. A fajnak mind testmérete, mind megjelenése közelebb áll az rövidcsőrű hangyászsünhöz (Tachyglossus aculeatus), mint a Zaglossus fajokhoz.

## Életmódja
A fajról nagyon kevés információ áll a tudomány rendelkezésére és azok is javarészt a rokon fajok életmódjainak nyomán keletkezett feltételezés.
Valószínűleg éjszakai életmódú faj, mely nappal egy odvas fában vagy maga ásta járatban alszik és csak éjszaka áll neki hosszú ormányával táplálékot keresni az erdők talaján.
A faj szaporodási szokásairól nincs semmilyen információ.

## Újrafelfedezése
Az 1961-ben megtalált típuspéldányon kívül elismerten nem találtak több egyedet. Elképzelhető, hogy mivel élőhelyén erőteljes erdőirtás zajlik a populációk nagyon megritkultak, esetleg a kihalás közelébe sodródott a faj. Azonban rejtőzködő életmódja és elsősorban éjszakai aktivitása miatt elképzelhető, hogy még mindig él azokban a hegyekben ahol rábukkantak vagy a környező hegyvidéken. 2007-ben találtak nyomokat a környéken melyek elképzelhető, hogy az állattól származtak és a közelben lakó pápuák elbeszélése szerint ők ismerik a fajt, bár szerintük is igen ritka. 2023 őszén egy expedíciónak sikerült lefilmeznie Indonézia Pápua tartományában, a Küklopsz-hegységben.

## Természetvédelmi helyzete
A faj a Természetvédelmi Világszövetség a „kihalóban” vagy másképp a „súlyosan veszélyeztetett” kategóriába sorolja.

## Fordítás
- Ez a szócikk részben vagy egészben  az   Attenborough-Langschnabeligel című német Wikipédia-szócikk ezen változatának fordításán alapul.  Az eredeti cikk szerkesztőit annak laptörténete sorolja fel. Ez a jelzés csupán a megfogalmazás eredetét és a szerzői jogokat jelzi, nem szolgál a cikkben szereplő információk forrásmegjelöléseként.